# 桝田倫広
桝田 倫広（ますだ ともひろ、1982年 - ）は、東京国立近代美術館研究員。早稲田大学非常勤講師。

## 概要
1982年東京都生まれ。
早稲田大学大学院文学研究科人文科学専攻美術史学コース博士後期課程単位取得退学。

## 企画
- 「実験場1950s」（東京国立近代美術館、以下同、副担当、2012-13年）
- 「フランシス・ベーコン展」（副担当、2013年）
- 「あなたの肖像―工藤哲巳回顧展」（東京での主担当、2013-14年）
- 「高松次郎ミステリーズ」（共同キュレーション、2014-15年）
- 「No Museum, No Life?—これからの美術館事典」（共同キュレーション、2015年）[1]